# Athée-sur-Cher
Athée-sur-Cher is een gemeente in het Franse departement Indre-et-Loire (regio Centre-Val de Loire). De plaats maakt deel uit van het arrondissement Tours. Athée-sur-Cher telde op 1 januari 2022 2.848 inwoners.

## Geografie
De oppervlakte van Athée-sur-Cher bedroeg op 1 januari 2022 34,47 vierkante kilometer; de bevolkingsdichtheid was toen 82,6 inwoners per km².

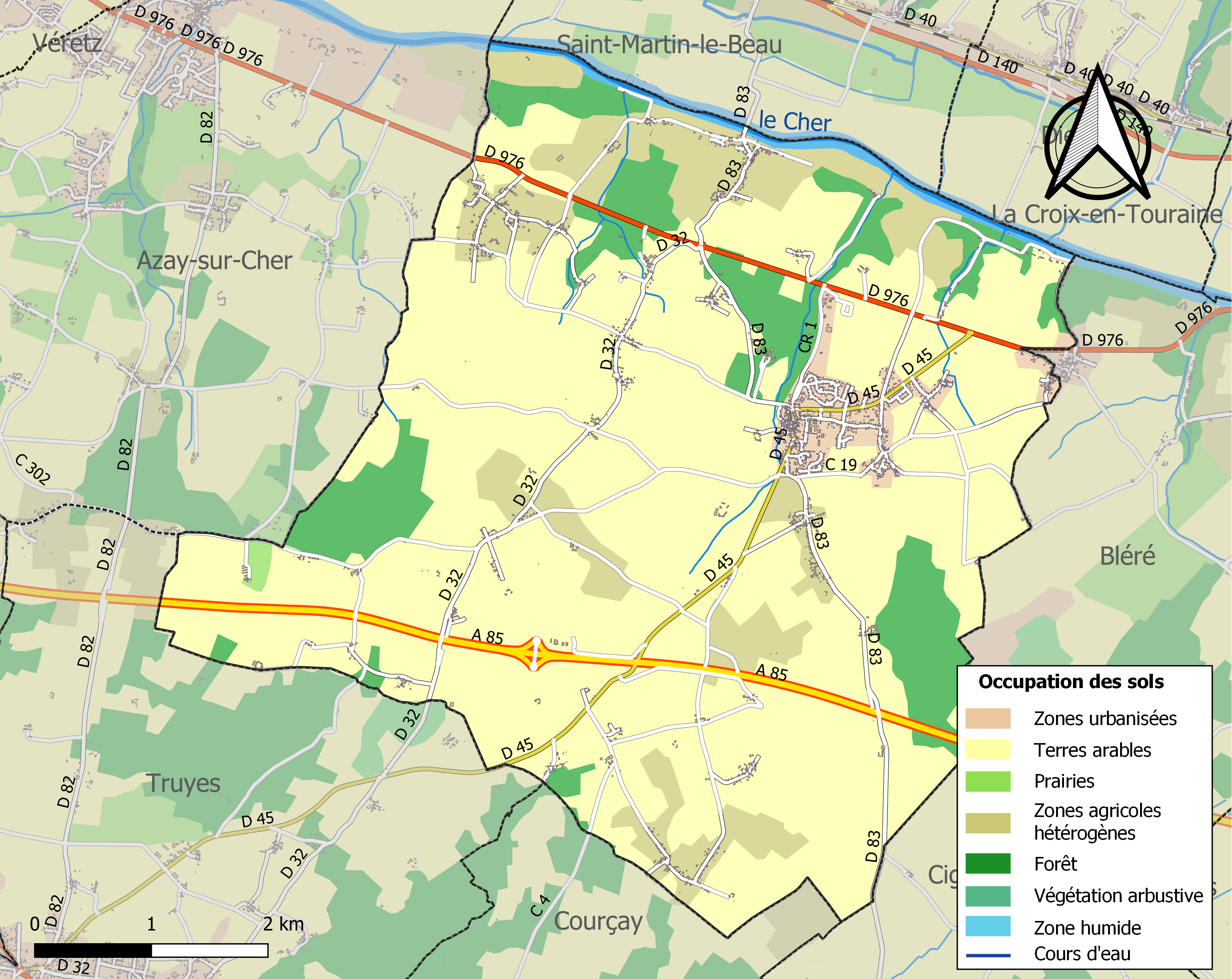
Kaart van de gemeente met belangrijkste infrastructuur, bodemgebruik en omliggende gemeenten

## Demografie
Onderstaande figuur toont het verloop van het inwonertal (bron: INSEE-tellingen).